# Alain Claude Bilie By Nze
Alain Claude Bilie By Nze (Makokou, 1967. szeptember 16. –) 2023. január 9-től 2023. augusztus 30-áig Gabon miniszterelnöke volt.

## Életrajz
By Nze 1967. szeptember 16-án született Makokouban. Az Ecole Secondaire des Cadets de la Police-ban (ESCAP) tanult. Ezután irodalmat tanult a libreville-i Omar Bongo Egyetemen.
2006-ban hírközlési miniszternek nevezték ki. 2012-ben az elnök tanácsadója és a kormány szóvivője lett. 2015-ben másodszor lett kommunikációs miniszter. 2016 októberében államminiszter, digitális gazdaság miniszter, valamint kulturális és művészeti miniszter lett. 2018-ban ismét államminiszternek nevezték ki.
2020 júliusában államminiszter lett, valamint energiaügyi és vízügyi miniszter is. 2023. január 9-én nevezték ki Gabon miniszterelnökévé Rose Christiane Raponda helyére, aki lemondott.

## Fordítás
- Ez a szócikk részben vagy egészben  az   Alain Claude Bilie By Nze című angol Wikipédia-szócikk ezen változatának fordításán alapul.  Az eredeti cikk szerkesztőit annak laptörténete sorolja fel. Ez a jelzés csupán a megfogalmazás eredetét és a szerzői jogokat jelzi, nem szolgál a cikkben szereplő információk forrásmegjelöléseként.